# Storvilt

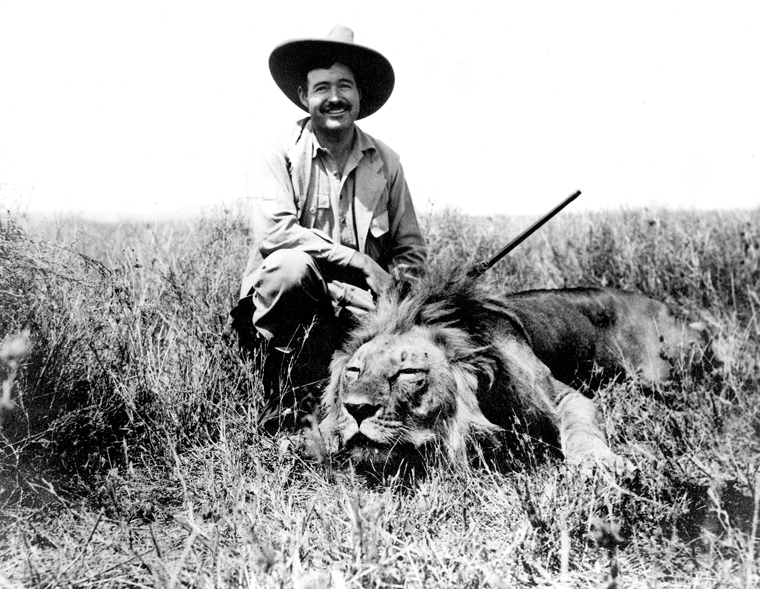
Ernest Hemingway på safari, 1934.

Storvilt, eller The Big Five, är en jägarterm för fem stora vilt som lever på Afrikas savanner. Dessa är leopard, lejon, elefant, noshörning och afrikansk buffel, vilka historiskt jagats med grovkalibriga vapen under så kallad storviltjakt (se safari). 

## Bakgrund
Storvilt ansågs som de svåraste och farligaste vilten att jaga på den afrikanska savannen. Samtliga dessa djur har minskat eller försvunnit från flera områden. Trots detta dödas dessa arter av tjuvjägare och det finns därför även internationella överenskommelser som gör att handel med delar av dessa djur är förbjuden. Idag förekommer dessa arter, tillsammans på samma platser, enbart i Sydafrika, Kenya, Tanzania och Botswana. 
Numera används uttrycket "storvilt" även bland turister på safari som checklista på djur som man gärna vill få se.
I allmän betydelse betyder storvilt större villebråd, även på andra kontinenter.

## Bildgalleri
Nedan listas i bild de fem djur som brukar samlas under begreppet storvilt.

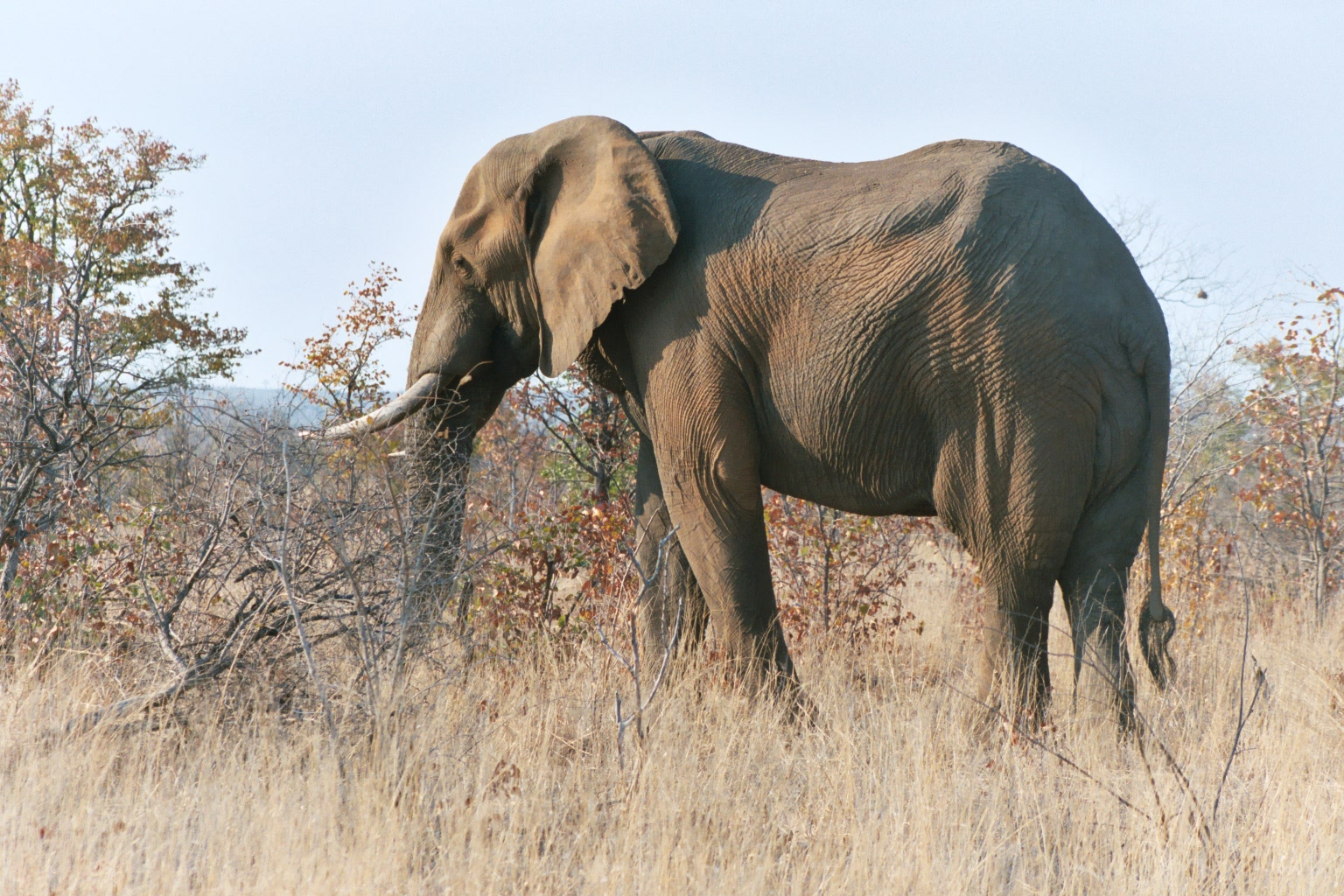
Afrikansk elefant (Loxodonta africana)
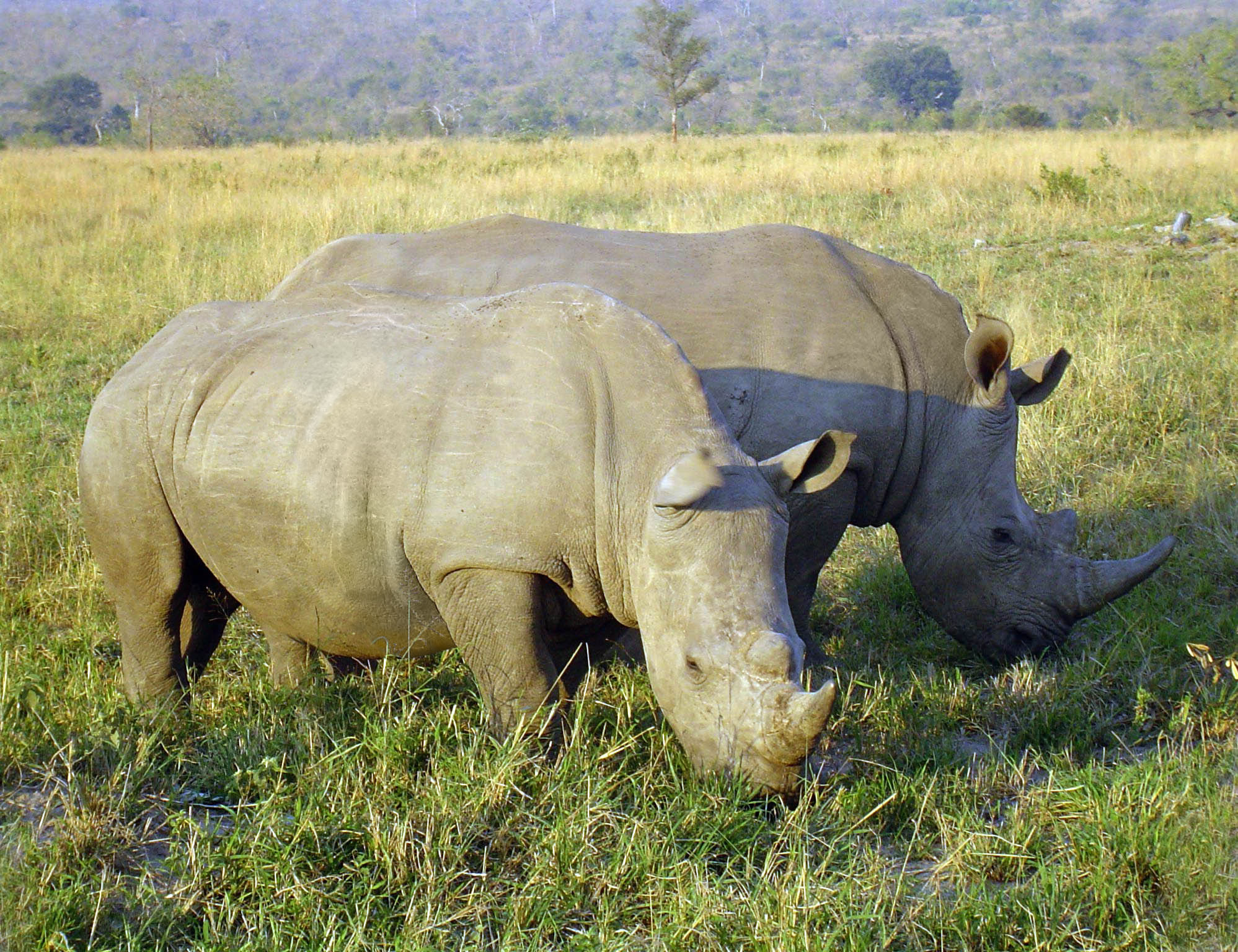
Svart noshörning (Diceros bicornis)
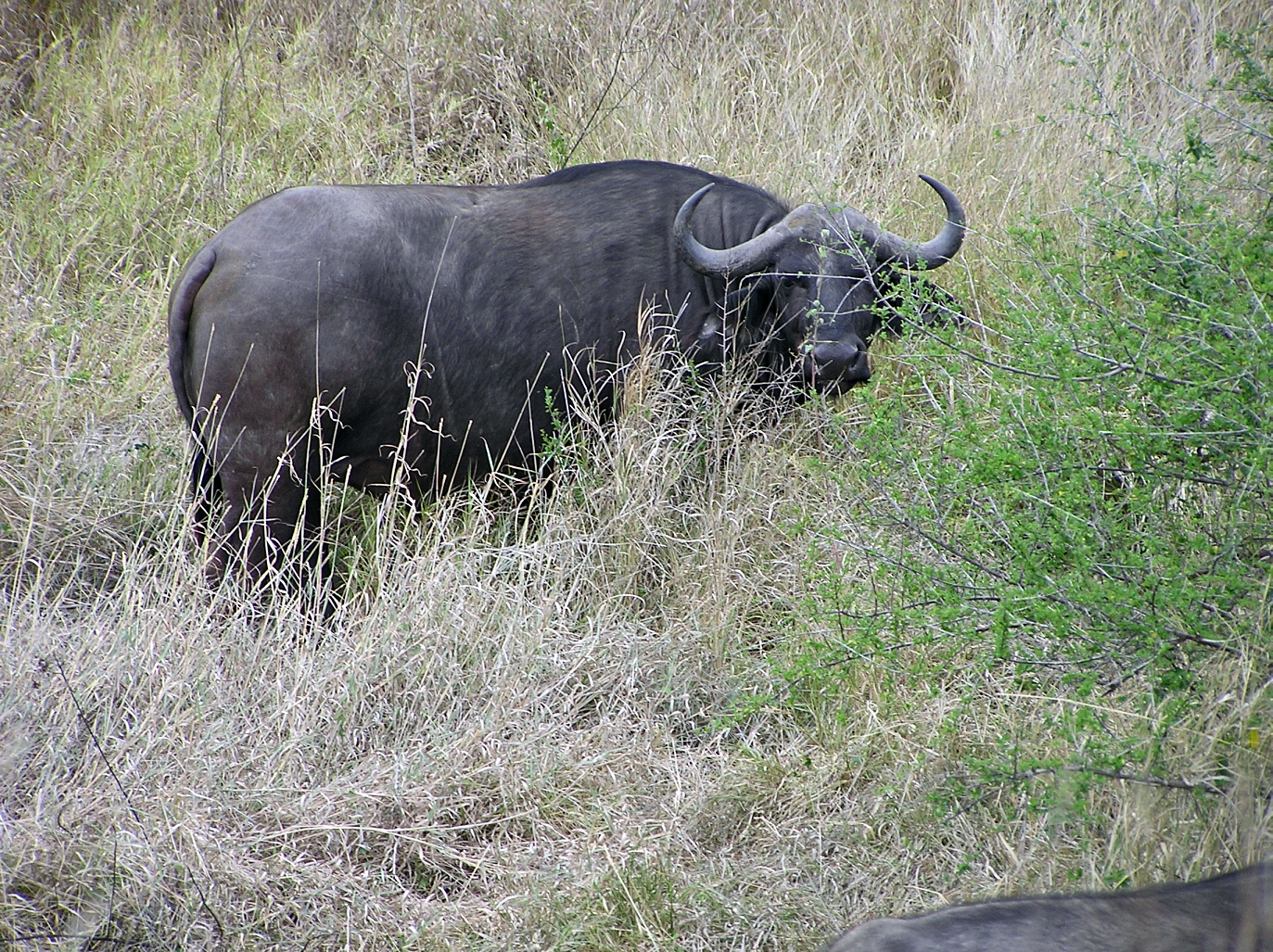
Afrikansk buffel (Syncerus caffer)
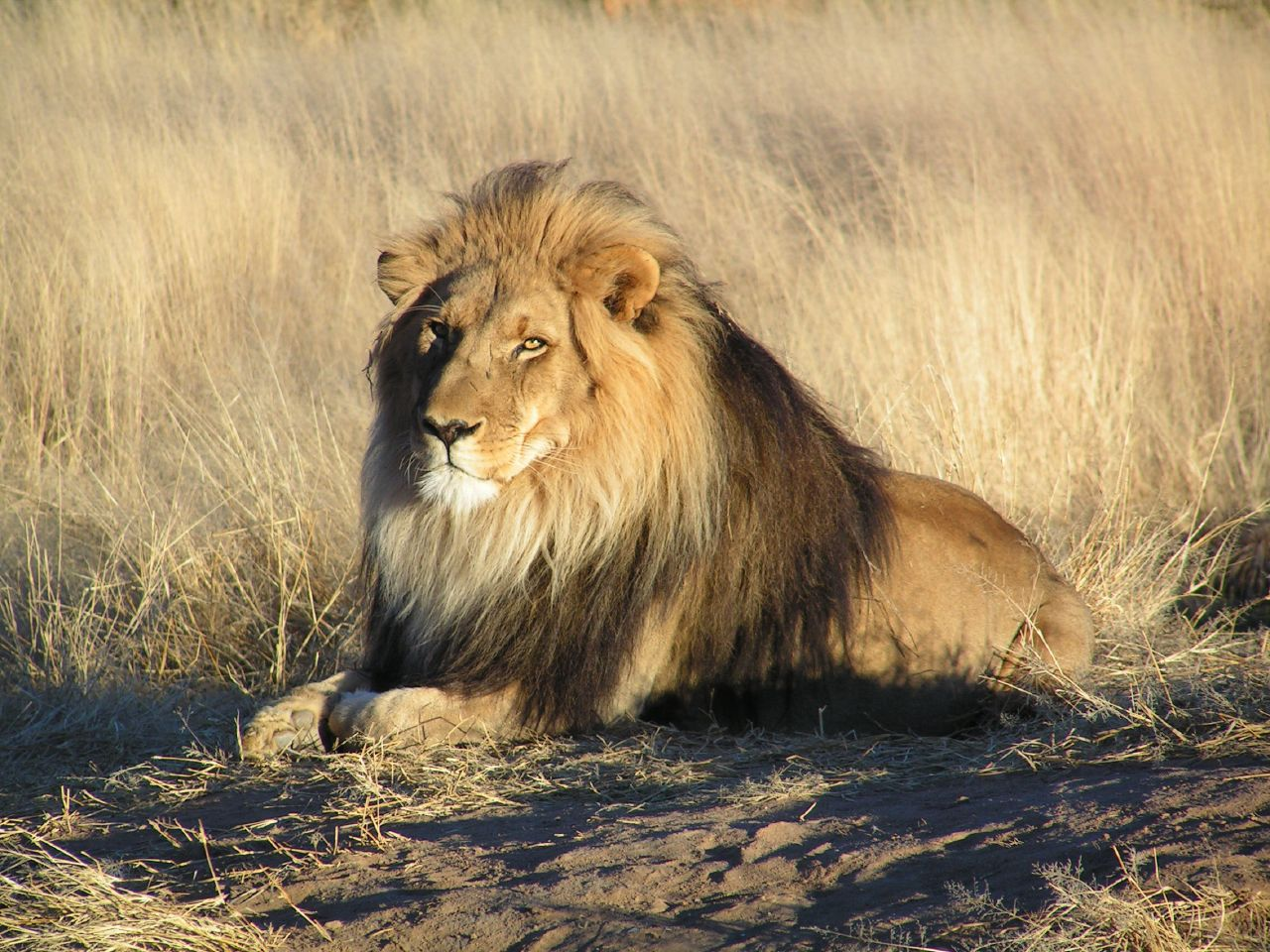
Lejon (Panthera leo)
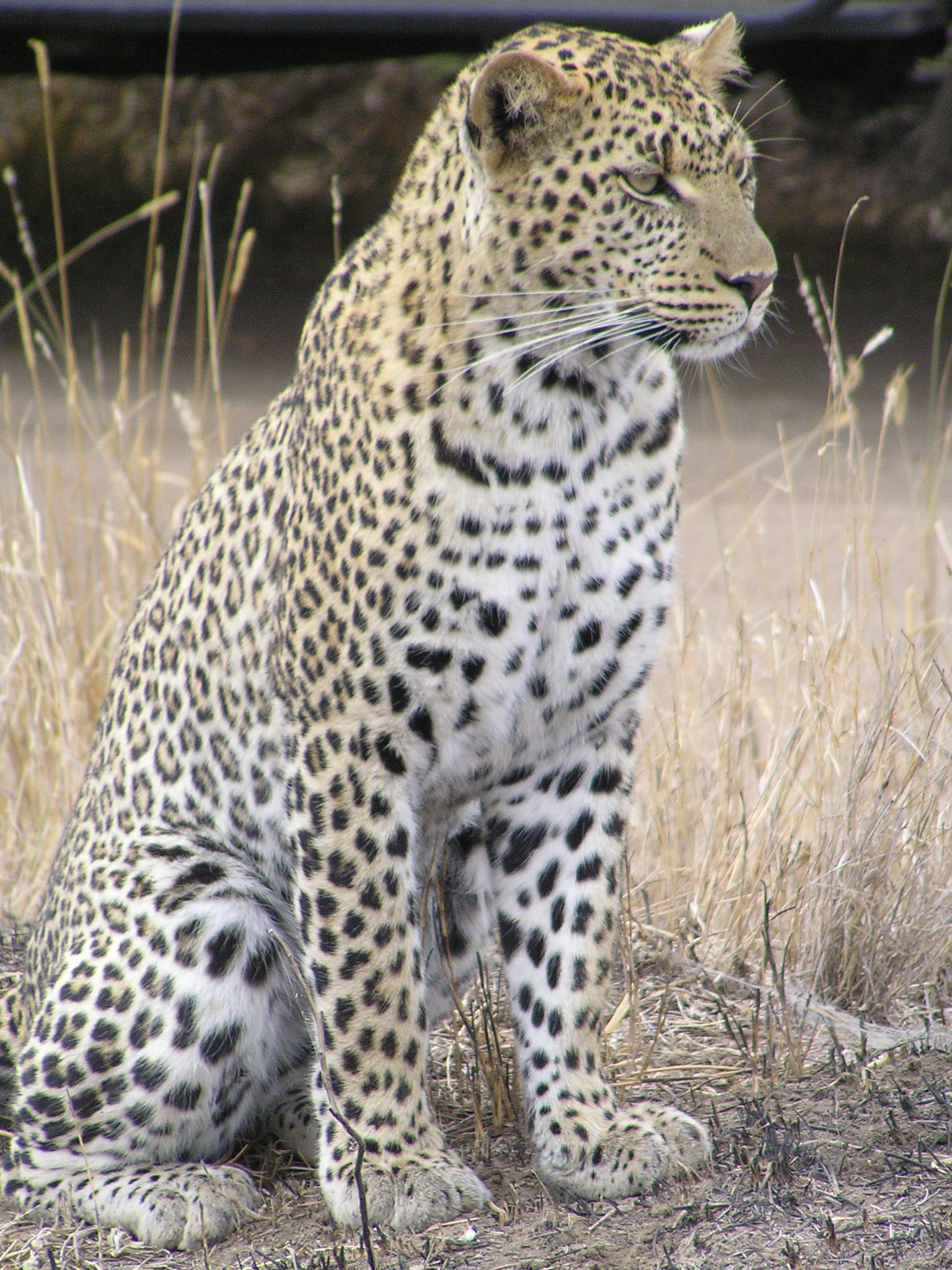
Leopard (Panthera pardus)